# Зуков-Левицов
Зуков-Левицов (њем. Sukow-Levitzow) општина је у њемачкој савезној држави Мекленбург-Западна Померанија. Једно је од 62 општинска средишта округа Гистров. Према процјени из 2010. у општини је живјело 478 становника. Посједује регионалну шифру (AGS) 13053107.

## Географски и демографски подаци
Зуков-Левицов се налази у савезној држави Мекленбург-Западна Померанија у округу Гистров. Општина се налази на надморској висини од 25 метара. Површина општине износи 20,2 km². У самом мјесту је, према процјени из 2010. године, живјело 478 становника. Просјечна густина становништва износи 24 становника/km².